# 대한민국 제12대 국회의원 선거 인천직할시
이 문서는 대한민국 제12대 국회의원 선거의 인천직할시 지역 개표 결과이다.

## 선거구
| 선거구                | 선거구역            |
| --------------------- | ------------------- |
| 제1선거구 (중구·남구) | 중구 일원 남구 일원 |
| 제2선거구 (동구·북구) | 동구 일원 북구 일원 |

## 개표 결과

### 중구·남구
|  | 40.26% |

|  | 37.74% |

|  | 21.98% |

### 동구·북구
|  | 37.09% |

|  | 33.48% |

|  | 22.19% |

|  | 7.22% |

## 당선자
|  | 40.26% |

|  | 37.74% |

|  | 37.09% |

|  | 33.48% |

## 같이 보기
- 대한민국 제12대 국회
- 대한민국 제12대 국회의원 선거
- 대한민국 제12대 국회의원 목록